# Andrés Gimeno
Andrés Gimeno Tolaguera (Barcelona, 3 de agosto de 1937-Ib., 9 de octubre de 2019) fue un tenista español profesional, que pasó a la historia al ganar el Torneo de Roland Garros de 1972, convirtiéndose en el hombre más veterano en conquistar este torneo con 34 años, 9 meses y 19 días. Dicho récord, fue superado en 2022 por el también español Rafael Nadal, que se proclamó vencedor del mismo torneo con 36 años y 2 días.

## Biografía
Parte de una familia aficionada al tenis, fue animado a practicar este deporte por su padre quien fuera uno de los primeros entrenadores profesionales españoles.
Ganó el Campeonato de España en 1957 y 1959, y logró fama mundial por primera vez en 1960 al alcanzar la final de dobles del Abierto de Francia (por entonces amateur) junto a su compatriota José Luis Arilla. En la final cayeron ante los australianos Roy Emerson y Neale Fraser. Ese mismo año, Gimeno se alzaría con el torneo del Club Queen's en Londres sobre hierba y poco tiempo después se convirtió en profesional. Como amateur también logró alzarse con los torneos de Barcelona y Montecarlo.
En 1967 conquistó el título de dobles del único torneo profesional jugado en Wimbledon antes de la aparición de la Era Open. Ese año formó pareja con el legendario Pancho Gonzáles. También alcanzaría la final de uno de los más prestigiosos torneos profesionales de la época en Wembley en el que perdió ante el australiano Rod Laver.
Ya en la Era Open, alcanzó la final del Abierto de Australia, sobre hierba, en el año 1969 aunque perdió la final ante Rod Laver, y consiguió cinco títulos en diez finales. El más importante fue sin duda el Torneo de Roland Garros de 1972, en el que se convirtió en el hombre más veterano de la historia en ganar el Abierto francés. En la final derrotó al local Patrick Proisy por 4-6, 6-3, 6-1, 6-1. Tuvo dos apariciones más en semifinales de Grand Slam: en 1968 perdió ante el australiano Ken Rosewall en el Abierto de Francia en cinco sets; mientras que en 1970, después de vencer a Arthur Ashe en octavos de final, perdió en tres sets consecutivos ante John Newcombe en el torneo de Wimbledon.
Se retiró en 1973, y en 1974 creó el Club de Tenis Andrés Gimeno en Castelldefels (Barcelona), un complejo con veinticuatro canchas de tenis y excelentes instalaciones. Durante los años 70 entrenó a jugadores para la Federación Española (nunca llegó a ser capitán de Copa Davis por España) y en los años 1980 lo fue por la Federación Suiza. Fue comentarista de tenis de la emisora de televisión española TVE durante dos décadas. También ha escrito un libro titulado "Máster en Tenis".
En 2009 su nombre fue introducido en el Salón Internacional de la Fama del tenis con lo que España tiene cinco jugadores en este selecto grupo.
Durante 20 años fue comentarista de tenis en RTVE. En 2012, trabajó también como comentarista de los partidos del torneo de Roland Garros para el canal Energy.
Falleció a consecuencia de un cáncer contra el que luchó sus últimos años.

## Torneos de Grand Slam

### Campeón individuales (1)
| Año  | Torneo        | Oponente en la final | Resultado          |
| 1972 | Roland Garros | Patrick Proisy       | 4-6, 6-3, 6-1, 6-1 |

### Finalista individuales (1)
| Año  | Torneo               | Oponente en la final | Resultado   |
| 1969 | Abierto de Australia | Rod Laver            | 3-6 4-6 5-7 |

### Finalista en dobles (2)
| Año  | Torneo        | Pareja           | Oponentes en la final    | Resultado        |
| 1960 | Roland Garros | José Luis Arilla | Roy Emerson Neale Fraser | 2-6 10-8 5-7 4-6 |
| 1968 | US Open       | Arthur Ashe      | Bob Lutz Stan Smith      | 9-11 1-6 5-7     |

## Títulos en la Era Open (8)

### Individuales (5)
| Leyenda                |
| Grand Slam (1)         |
| Tennis Masters Cup (0) |
| ATP Tour (4)           |

| N.º | Fecha                 | Torneo        | Superficie    | Oponente en la final | Resultado       |
| --- | --------------------- | ------------- | ------------- | -------------------- | --------------- |
| 1.  | 17 de mayo de 1971    | Hamburgo      | Tierra batida | Peter Szoke          | 6-3 6-2 6-2     |
| 2.  | 14 de febrero de 1972 | Los Ángeles   | Dura          | Pierre Barthes       | 6-3 2-6 6-3     |
| 3.  | 22 de mayo de 1972    | Roland Garros | Tierra batida | Patrick Proisy       | 4-6 6-3 6-1 6-1 |
| 4.  | 19 de junio de 1972   | Eastbourne    | Césped        | Pierre Barthes       | 7-5 6-3         |
| 5.  | 10 de julio de 1972   | Gstaad        | Tierra batida | Adriano Panatta      | 7-5 9-8 6-4     |

### Finales en individuales (5)
- 1969: Abierto de Australia (pierde ante Rod Laver)
- 1970: Casablanca WCT (pierde ante John Newcombe)
- 1972: Bruselas (pierde ante Manuel Orantes)
- 1972: París Indoor (pierde ante Stan Smith)
- 1973: Hilversum (pierde ante Tom Okker)

## Homenaje
El 22 de octubre de 2011 un grupo de los mejores tenistas españoles en activo y retirados celebraron una jornada pública de homenaje a Andrés Gimeno, en el Palau Blaugrana de Barcelona. .

## Premios, reconocimientos y distinciones
- Medalla de Oro de la Real Orden del Mérito Deportivo, otorgada por el Consejo Superior de Deportes (2009)